# Heron Lake
Heron Lake és una població dels Estats Units a l'estat de Minnesota. Segons el cens del 2000 tenia 768 habitants.

## Demografia
Segons el cens del 2000, Heron Lake tenia 768 habitants, 285 habitatges, i 174 famílies. La densitat de població era de 279,7 habitants per km².
Dels 285 habitatges en un 32,6% hi vivien nens de menys de 18 anys, en un 51,9% hi vivien parelles casades, en un 6,3% dones solteres, i en un 38,9% no eren unitats familiars. En el 34,4% dels habitatges hi vivien persones soles el 17,2% de les quals corresponia a persones de 65 anys o més que vivien soles. El nombre mitjà de persones vivint en cada habitatge era de 2,52 i el nombre mitjà de persones que vivien en cada família era de 3,3.
Per edats la població es repartia de la següent manera: un 26,7% tenia menys de 18 anys, un 7,6% entre 18 i 24, un 25,4% entre 25 i 44, un 15,9% de 45 a 60 i un 24,5% 65 anys o més.
L'edat mediana era de 39 anys. Per cada 100 dones de 18 o més anys hi havia 97,5 homes.
La renda mediana per habitatge era de 32.222 $ i la renda mediana per família de 40.625 $. Els homes tenien una renda mediana de 28.958 $ mentre que les dones 19.219 $. La renda per capita de la població era de 15.657 $. Entorn del 8,9% de les famílies i el 13,1% de la població estaven per davall del llindar de pobresa.

## Poblacions més properes
El següent diagrama mostra les poblacions més properes.